# صداتو
صداتو یک مسابقه موزیکال و معمایی به کارگردانی و تهیه‌کنندگی حامد جوادزاده و با اجرای محسن کیایی و سیامک انصاری محصول سال ۱۴۰۲–۱۴۰۳ می‌باشد که برای پلتفرم نمایش‌خانگی فیلیمو تولید شد. در این مسابقه شبنم مقدمی، محمد بحرانی، محسن شریفیان، امیرمهدی ژوله، الیکا عبدالرزاقی و محمد علیزاده به‌عنوان داور حضور داشتند. همچنین امیرعلی هدایت زاده به‌عنوان سرپرست و رهبر گروه موسیقی زنده و تک‌نواز ویولون در این برنامه حضور داشت.
برنامه «صداتو» پروژه‌ای جدید در شبکه نمایش خانگی بود که توسط حامد جوادزاده به کارگردانی و تهیه‌کنندگی اجرا شد. این برنامه برگرفته از برنامه‌ای با اصالت کره‌ای، به نام «I can see your voice» محصول شبکه FOX آمریکا بوده است.

## تولید و انتشار
هماهنگی‌های ساخت این برنامه در سال ۱۴۰۱ به عمل آمد و ضبط آن در اردیبهشت ۱۴۰۲ پایان یافت. بر اساس طرح سازندگان برنامه صداتو، قرار بود این اثر به صورت ۱۲ قسمت پخش و در هر قسمت، ۶ اجرا انجام خواهد شود.
فصل اول این برنامه از تاریخ ۱۰ خرداد ۱۴۰۲، در پلتفرم فیلیمو به روی آنتن رفت و هر چهارشنبه ساعت ۸ صبح پخش می‌شد. این در ماه محرم برنامه به مدت دو هفته تعطیل بود. فصل سوم از ۱۳ اسفند ۱۴۰۳ از فیلیمو پخش شد.

## شیوه
در این برنامه، محسن کیایی به عنوان مجری حضور دارد و الیکا عبدالرزاقی، محمد علیزاده، محسن شریفیان و امیرمهدی ژوله با عنوانی به نام «همیار» (Helper) حضور دارند.
شرکت‌کنندگان این برنامه شامل: اجراکنندگان، خوانندگان و شرکت‌کنندگان می‌باشد. چالش شرکت‌کننده برنامه هم حدس خوش‌صدایی اجرا کنندگان یا خوانندگان است تا او را حذف یا در رساندنش به فینال یاری کند. هر قسمت از برنامه حداقل یک و حداکثر ۵ خواننده واقعی دارد.
این برنامه که در ۱۲ قسمت پخش شد، در هر قسمت شاهد ۶ اجرا بود که در آن اجراکنندگان می‌بایست توانایی‌های خود را به نمایش بگذارند. تاکنون، افراد مختلفی همچون آیلار زرپور، مهرداد راشدی، مریم ماهور، آیدا نادری، رؤیا کریمی و سجاد مرادی در این مسابقه شرکت کرده‌اند؛ ولی تنها مریم ماهور موفق به برنده شدن جایزه ۲۰۰ میلیون تومانی شد.
روند مسابقه مسابقه صداتو شامل چندین مرحله است که در هر مرحله، شرکت کنندگان بر اساس عملکرد خود، امتیازاتی دریافت می‌کنند و کسی که بیشترین امتیاز را کسب کند به مرحله بعدی صعود می‌کند و سایرین حذف می‌شوند. در پایان هر فصل مسابقه صداتو، برنده اصلی انتخاب می‌شود و جایزه‌های نقدی و غیرنقدی به او اهدا می‌شود. همچنین، افراد دیگری که در مراحل پیشرفته مسابقه قرار می‌گیرند، نیز جوایزی را دریافت می‌کنند.

## حواشی
پس پخش چندین قسمت از برنامه، حواشی پیرامون پول گرفتن عوامل برنامه برای تقلب، از شرکت‌کنندگان بسیار داغ شد. سخنان حامد جوادزاده تهیه‌کننده و کارگردان برنامه در پاسخ به این مسئله حواشی دیگری را رقم زد.
وی کنار تکذیب این خبر، دربارهٔ از قبل طراحی شدن همه‌چیز شرکت کنندگان و اجرای برنامه گفت:
این برنامه به دلیل جزئیات بسیار فراوانی که داشت، جزو سخت‌ترین برنامه‌هایی بود که ساختیم. اینکه ۷۲ خواننده را شش ماه تمرین بدهی و هیچ‌کس از عوامل برنامه متوجه نشود، ساخت ۷۲ قصه، سناریو، طراحی لباس، گریم و انتخاب ۷۲ موسیقی که به صورت اجراکنندگان بیاید و همچنین بازسازی آهنگ‌ها و تنظیم آنها…
انتخاب شرکت‌کنندگان محدود از میان آشنایان:
ما در این برنامه از ۳۵۰ شرکت‌کننده تست گرفتیم و چون نمی‌توانستیم فراخوان بدهیم، دایره انتخابمان را کوچک‌تر کردیم و از محیط نزدیکمان، از دوستان و آشنایان این انتخاب‌ها را داشتیم.
این درحالی بود که این نوع از چینش افراد، خلاف گفته‌ها و اعلامیه‌های عوامل برنامه در خبررسانی‌هایشان بود که از همه داوطلبان برای شرکت در برنامه دعوت می‌کردند.
انتخاب افراد خاص و جذاب:
در واقع به دنبال افرادی بودیم که جذابیت‌های لازم را مقابل دوربین را داشته باشد؛ بنابراین انتخاب شرکت‌کنندگان به تصمیم خودمان بود. اجراکنندگان را از دل ۳۵۰ نفر انتخاب کردیم که کار خیلی سختی بود. اینکه آدم‌هایی را انتخاب کنیم که شرایط برنامه را داشته باشند: باهوش و زیبا و … باشند و تا حدودی هم جواب گرفتیم!
انتخاب شرکت‌کنندگان بدون نیاز مالی:
اگر ما از شرکت‌کننده‌ای استفاده می‌کردیم که لنگ پول عمل قلب باز مادرش بود و در این بازی می‌باخت، چه اتفاقی می‌افتاد؟
یا باید بازی را به هم می‌زدیم و پولی فراهم می‌کردیم برای او، چون انسانیم و قرار نیست مرگ و زندگی یک نفر با یک برنامه تعیین شود؟! اگر آیدا نادری (از شرکت‌کنندگان) نمی‌برد چه اتفاقی می‌افتاد؟ هیچی، ما می‌خندیدیم! اگر ما فرد محتاجی را به برنامه می‌آوردیم و نمی‌برد، چه بلایی سر برنامه می‌آمد؟ چه بلایی سر مخاطبی که برنامه را می‌دید می‌آمد؟ قرار نیست مخاطب از دیدن برنامه اشک بریزد؛ قرار است از برنامه لذت ببرد و بخندد.